# ベローナ (軽巡洋艦)
|          |                                                                                         |
| 艦歴     |                                                                                         |
| 発注     |                                                                                         |
| 起工     | 1939年11月30日                                                                          |
| 進水     | 1942年9月29日                                                                           |
| 就役     | 1943年10月29日                                                                          |
| 退役     | 1957年6月                                                                               |
| その後   | ニュージーランド海軍に貸与                                                              |
| 除籍     |                                                                                         |
| 性能諸元 |                                                                                         |
| 排水量   | 基準 5,950トン、 満載 7,200トン                                                         |
| 全長     | 512 ft (156 m)                                                                          |
| 全幅     | 50.5 ft (15.4 m)                                                                        |
| 吃水     | 14 ft (4.3 m)                                                                           |
| 機関     | パーソンズ型ギアードタービン、 4軸推進、62,000 shp(46MW)                                |
| 最大速   | 32.25ノット (60 km/h)                                                                   |
| 乗員     | 530名                                                                                   |
| 兵装     | 5.25インチ連装砲 4基 20mm連装機関砲 6基 4連装ポムポム砲 3基 3連装21インチ魚雷発射管 2基 |

ベローナ (HMS Bellona, 63) は、1942年進水のイギリス海軍の軽巡洋艦。ベローナ級。

## 艦歴
1939年11月30日起工。1942年9月29日進水。1943年10月29日竣工。
最初、「ベローナ」はイギリス海峡で活動した。1944年3月15日から16日の夜、「ベローナ」は駆逐艦と共にWP492船団を攻撃しようとしたドイツのSボート部隊をランズ・エンド沖で迎撃し、Sボート「S143」を撃沈した。
1944年6月、ノルマンディー上陸作戦に参加。オマハビーチで上陸作戦を支援した。

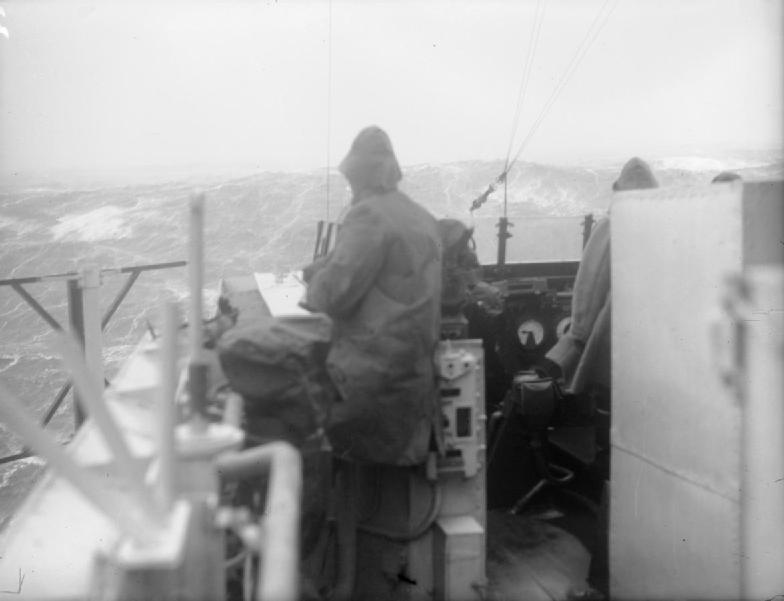
ロシアに向かう「ベローナ」の艦橋からの写真。

1944年7月、ノルウェーのカーフィヨルドにいたドイツ戦艦「ティルピッツ」に対する、空母「フォーミダブル」、「インドミタブル」、「フューリアス」搭載機による攻撃作戦（マスコット作戦）に参加。
7月末には再びイギリス海峡に戻り、8月6日には駆逐艦「ターター」、「アシャンティ」、「ハイダ」、「イロコイ」と共にドイツ船団を攻撃して大損害を与えた。

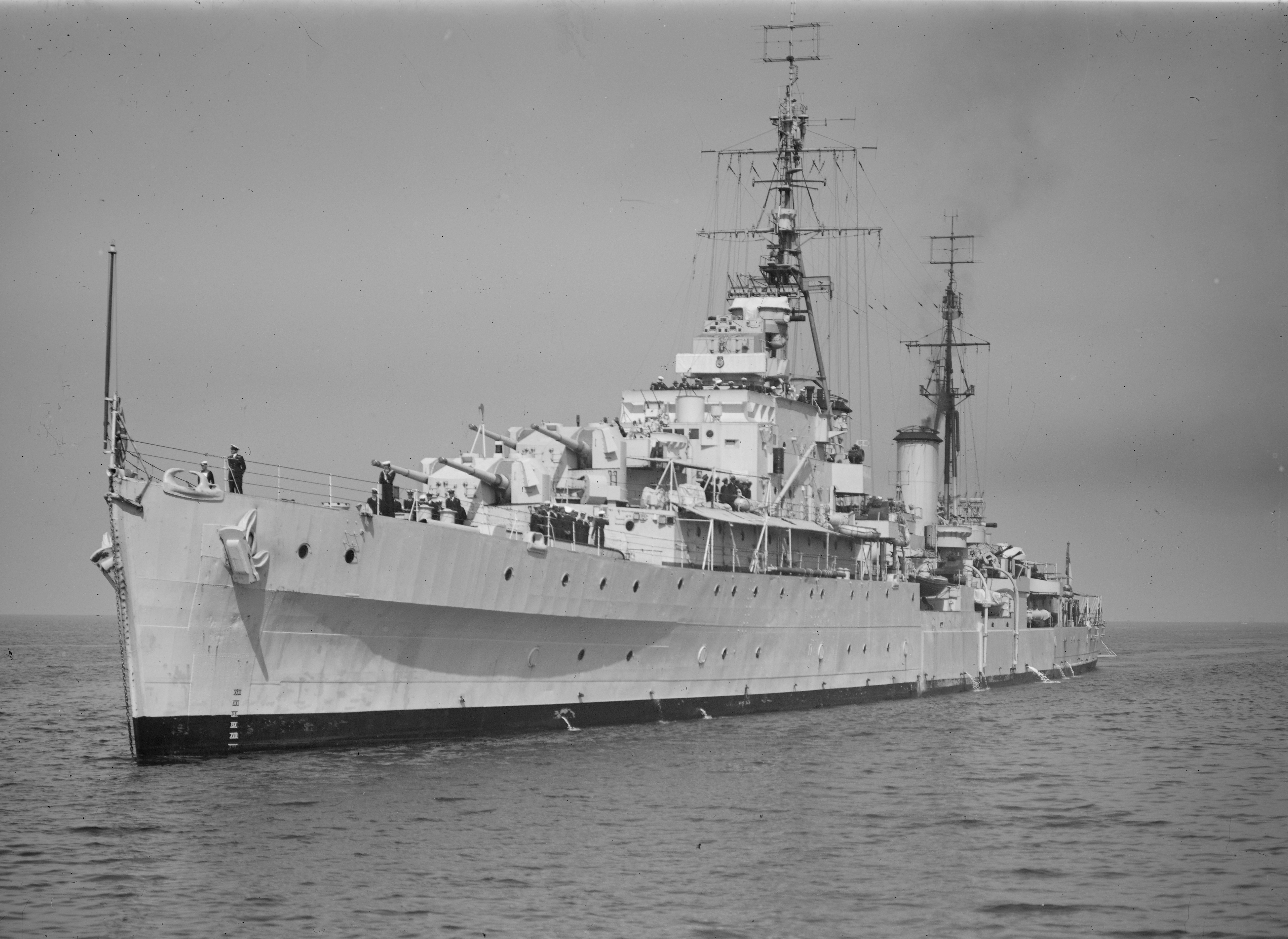
1947年に撮られた「ベローナ」。

1944年12月、ソ連に向かう船団JW62とソ連から戻るRA62の護衛に従事。また、1945年2月にはソ連に向かうJW64船団とソ連から戻るRA64船団の、4月にはJW66船団とRA66船団の護衛に加わった。
1944年1月12日から13日の夜、「ベローナ」と重巡洋艦「ケント」、駆逐艦4隻はノルウェー沖でドイツの船団KS357を攻撃し大損害を与えた。1945年1月11日から12日にかけての夜、「ベローナ」、重巡洋艦「ノーフォーク」、駆逐艦「オンスロー」、「オーウェル」、「オンスロート」はノルウェー沖でドイツの船団を攻撃し、3隻中2隻を撃沈したほか護衛の艦艇の内1隻（掃海艇「M273」）も撃沈した。
戦後はニュージーランドに貸与された。1956年にイギリスに戻り、1959年解体。

## 参考図書
- 「世界の艦船増刊第46集　イギリス巡洋艦史」（海人社)
- 「世界の艦船 2010年1月増刊号 近代巡洋艦史」（海人社）
- 「Conway All The World's Fightingships 1922-1946」（Conway）